# Kurd von Schlözer

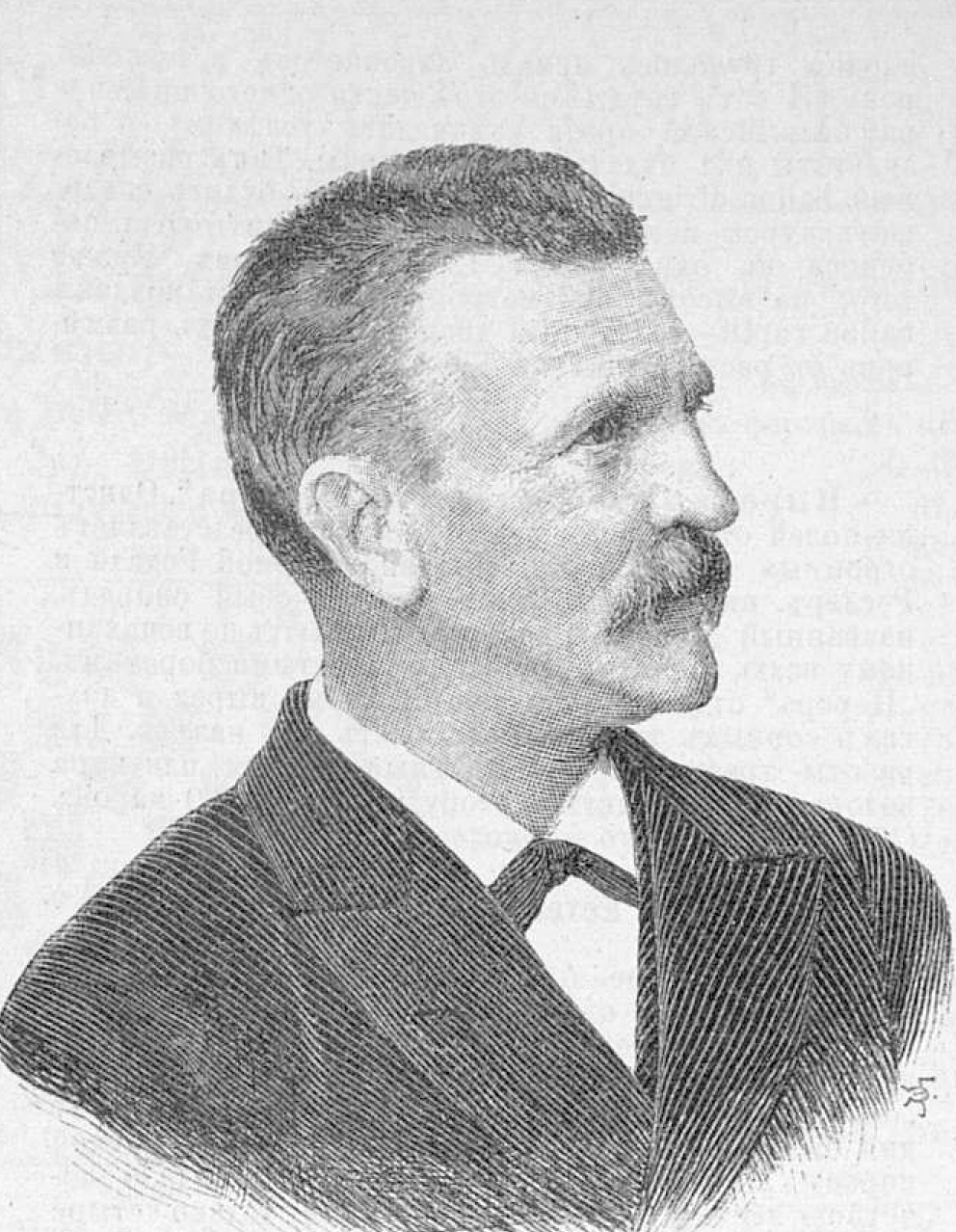
Kurd von Schlözer

Kurd von Schlözer (ur. 1822, zm. 1894) niemiecki dyplomata i historyk.
Jego ojcem był handlowiec i rosyjski konsul w Lubece Karl von Schlözer, a dziadkiem historyk August Ludwig von Schlözer (1735–1809). 
W latach 1871–1882 Kurd von Schlözer był niemieckim ministrem pełnomocnym w USA.